# Józef Pignatelli
Józef Pignatelli, właśc. hiszp. José Pignatelli (ur. 27 grudnia 1737 w Saragossie w Aragonii, zm. 15 listopada 1811 w Rzymie) – hiszpański prezbiter i jezuita (SJ), odnowiciel zakonu Towarzystwa Jezusowego, święty Kościoła katolickiego.

## Życiorys

### Młodość i święcenia kapłańskie
Józef urodził się w zamożnej, szlacheckiej rodzinie Pignatelli, dzięki której otrzymał staranne wykształcenie. Matka była Hiszpanką (hiszp. Francisca Moncayo y Fernandez de Heredia), ojciec Włochem (wł. Antonio Pignatelli, 1615-1700). Mając 4 lata przeprowadził się wraz z ojcem i rodzeństwem (po śmierci matki) do Neapolu, by wieku 9 lat (po śmierci ojca) powrócić do Hiszpanii i ukończyć w Saragossie (dzięki starszemu bratu) szkołę średnią w kolegium jezuitów. W tym okresie zachorował na gruźlicę z którą borykał się aż do śmierci. W wieku 16 lat (1753), razem z młodszym bratem Mikołajem, wstąpił do nowicjatu jezuitów w Tarragonie. Kolejny etap życia – to studia filozoficzne w Calatayud i Bilbao oraz nauki humanistyczne w Manresie. W 1763 otrzymał święcenia i został kapłanem więziennym.

### Działalność na wygnaniu
3 kwietnia 1767 roku, na rozkaz króla Karola III, został wydany dekret państwowy w Hiszpanii likwidujący zakon jezuitów. Podobne likwidacje nastąpiły kolejno w Portugalii, we Francji i innych krajach. Józef podtrzymywał na duchu innych braci zakonnych, a korzystając z tolerancji księcia Parmy Ferdynanda, prowadził nowicjat jezuicki. W końcu nastąpiło wygnanie jezuitów z kraju, gdyż przymuszony przez mocarstwa papież Klemens XIV podpisał brewe Dominus ac Redemptor noster, rozwiązujące zakon jezuitów i likwidujące domy zakonne w Europie, poza Prusami i Rosją, których władcy nie uznali pisma papieskiego.
Bracia zakonni, którzy nagle stali się świeckimi ludźmi (z wyjątkiem kapłanów), znaleźli schronienie na Korsyce, ale po roku musieli opuścić wyspę, gdy Francja uzyskała wyspy w Republice Genui we wrześniu 1768 roku i tam przewieziono jezuitów. Pignatelli został przeniesiony do Bolonii i przez następne 24 lata pozostawał w kontakcie z rozproszonymi braćmi zakonnymi.
W 1775 papież Pius VI wyraził zgodę na połączenie jezuitów z innych krajów z zakonem w Rosji, a w 1799 zatwierdził otwarcie nowicjatu w Colorno, gdzie Józef został mistrzem nowicjuszy. W 1800 papież Pius VII postanowił całkowicie przywrócić Towarzystwo Jezusowe, ale nie było to możliwe z uwagi na wojny napoleońskie, aż do upadku cesarza.
W 1801 roku król Sardynii Karol Emanuel IV przywrócił jezuitów w swoim królestwie, w 1815 sam do nich dołączając.
W 1803 Józef Pignatelii został przełożonym zakonu na Białej Rusi, w zaborze rosyjskim. W tym samym roku Pius VII wydał dekret o odnowie zakonu w Neapolu i na Sycylii. Józef udał się z powrotem do Włoch, by na nowo organizować placówki jezuickie, pozostając nadal w związku z grupą jezuitów w Rosji. Wielu byłych jezuitów udało się do Neapolu, by wrócić do Towarzystwa. Pignatelli witał ich tylko dwa lata, kiedy to Józef Bonaparte zajął kraj i zmusił obcych jezuitów do odejścia z jego kraju.
Wyemigrowali na północ do Rzymu, gdzie utworzyli stałą Wspólnotę św. Pantaleona w pobliżu rzymskiego Koloseum i otworzyli nowicjat w Orvieto.

### Śmierć
Pignatelli spędził na wygnaniu czterdzieści lat, a przybywając do Rzymu, miał nadzieję na prawne przywrócenie Towarzystwa. Podczas dwóch ostatnich lat stan jego zdrowia pogorszył się, a osłabiony gruźlicą cierpiał na krwotoki. Zmarł 15 listopada 1811 roku. Odnowiony zakon powstał w trzy lata po jego śmierci (1814).

## Beatyfikacja i kanonizacja
Józef Pigmateli został beatyfikowany 21 maja 1933 przez Piusa XI, a kanonizacji dokonał Pius XII w 1954 roku.

## Dzień obchodów
Wspomnienie liturgiczne św. Józefa obchodzone jest w Kościele katolickim 15 lub 28 listopada.
Kościół katolicki w Polsce wspomina Świętego 14 listopada.